# PSR J0357+3205
PSR J0357+3205是一顆距離地球約1600光年的脈衝星，位於英仙座，由费米伽玛射线空间望远镜發現於2009年。

## 明亮X射線尾
PSR J0357+3205可能拖曳了一條極長（長度超過4光年）的明亮X射線尾。這條長尾的存在讓天文學家相當困惑，因為它和其他來自該脈衝星的尾巴有共通特徵，但在某些方面卻不同。如果該X射線尾與地球的距離和脈衝星相同，那它的延伸長度是4.2光年。這條X射線尾可能是能量來自脈衝星自轉速度減慢並損失能量的「自轉驅動」（Rotation-powered）脈衝星所擁有的同類結構中最長的其中一條（其他形式的脈衝星包含能量來自強大磁場或吸積物質的中子星）。

### X射線尾機制解釋
X射線尾可能經由脈衝星風中的高能粒子和脈衝星周圍環繞的磁力線中粒子產生。其他脈衝星周圍的X射線尾產生原因被認為是因為脈衝星以超音速通過太空時產生弓形震波，並且脈衝星和星際氣體交互作用將粒子掃到脈衝星後方被脈衝星拖曳而產生。不過，弓形震波這項解釋不一定正確，並且有數個問題必須解釋。例如PSR J0357+3205經由自轉速度減慢而損失的能量非常少。能量損失在這裡是重要的，因為損失的能量會轉換成輻射並提供形成自脈衝星的粒子能量，並且限制了脈衝星風中粒子所能獲得能量多寡，而這些能量可能與尾部的X射線能量並不符合。對這項解釋的另一個挑戰則是其他有弓形震波的脈衝星在周圍會有明亮的X射線輻射，但在PSR J0357+3205周圍卻沒有相同的現象。並且尾部最明亮部分遠離脈衝星，和其他脈衝星尾最明亮部分在弓形震波處不同。如果該脈衝星的移動方向和X射線尾方向不同，就能支持弓形震波的說法。

## 延伸閱讀
- A. De Luca; R. P. Mignan; M. Marelli; D. Salvetti; N. Sartore; A. Belfiore; P. Saz Parkinson; P. A. Caraveo, and G. F. Bignami. . The Astrophysical Journal Letters. February 15, 2013, 765 (1): L19. doi:10.1088/2041-8205/765/1/L19.